# Mariner
Das Mariner-Programm (Mariner: englisch für Seefahrer) der NASA diente zur Erkundung der erdähnlichen Planeten des Sonnensystems, also Merkur, Venus und Mars. Insgesamt zehn Raumsonden wurden zwischen 1962 und 1973 gestartet.

## Missionen
Bis auf Mariner 5 und 10 waren alle Marinersonden Sondenpaare, das heißt, zwei Sonden gleicher Bauart wurden relativ kurz nacheinander im selben Startfenster gestartet. Auch bei Mariner 10 stand auf einer anderen Startrampe eine Rakete mit einem Ersatzexemplar für den Fall eines Fehlstarts bereit. Das Ersatzexemplar wurde nach dem erfolgreichen Start von Mariner 10 aber nicht gestartet. Die Raumsonden wogen zwischen 200 (bei Mariner 1 und Mariner 2) und 1000 Kilogramm (bei Mariner 8 und Mariner 9), Mariner 1, 2 und 5 hatten keine Kameras an Bord. Die Sonden Mariner 1 bis 5 flogen auf der Trägerrakete Atlas-Agena ins All, die Sonden Mariner 6 bis 10 auf einer Atlas-Centaur, drei der Sonden erlitten Fehlstarts.
Die geplanten Missionen „Mariner 11“ und „Mariner 12“ wurden wegen zu großer struktureller Unterschiede der Sonden später umbenannt und als Voyager 1 und  Voyager 2 ausgeführt.

### Mariner 1 und 2

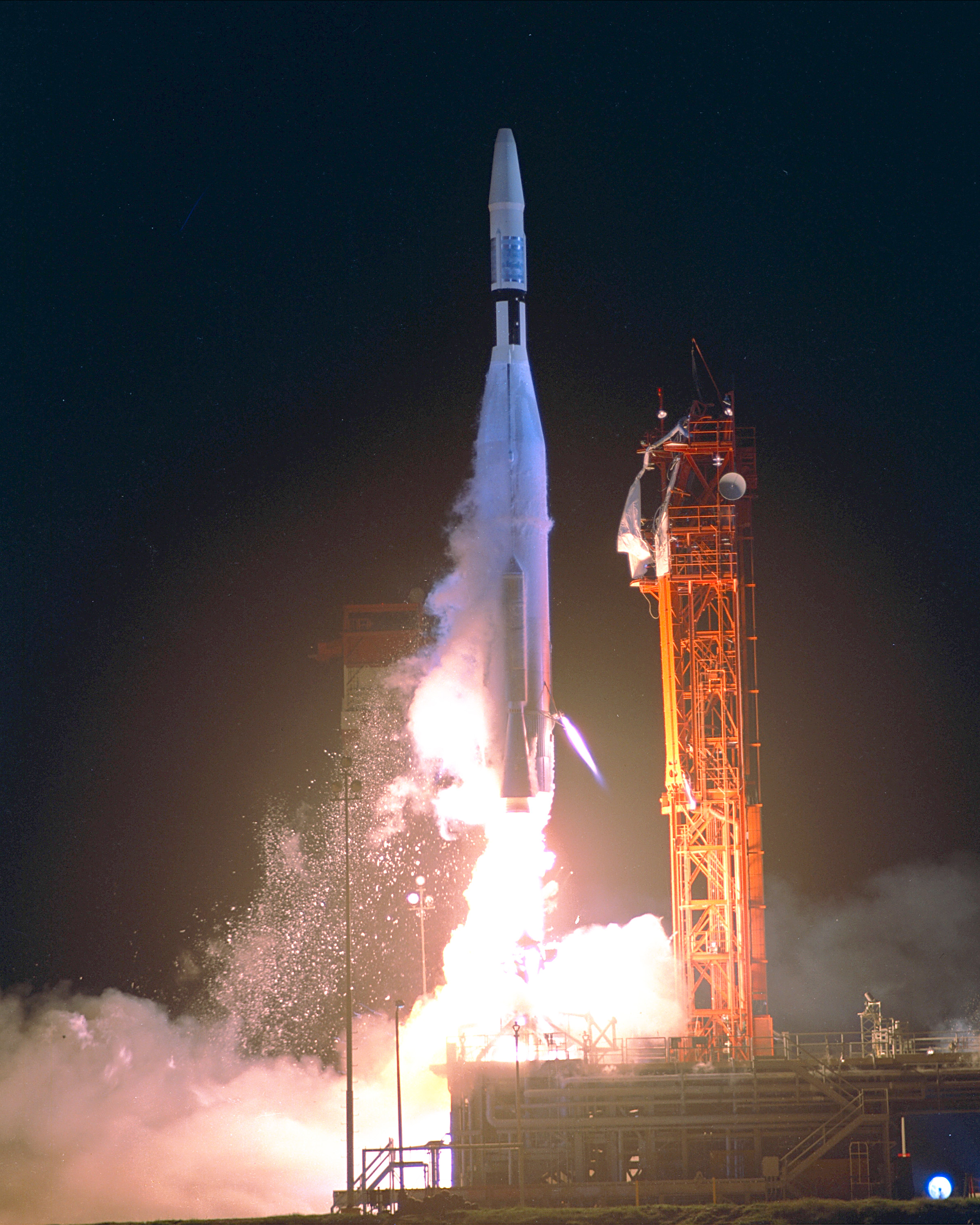
Start von Mariner 1 (NASA)

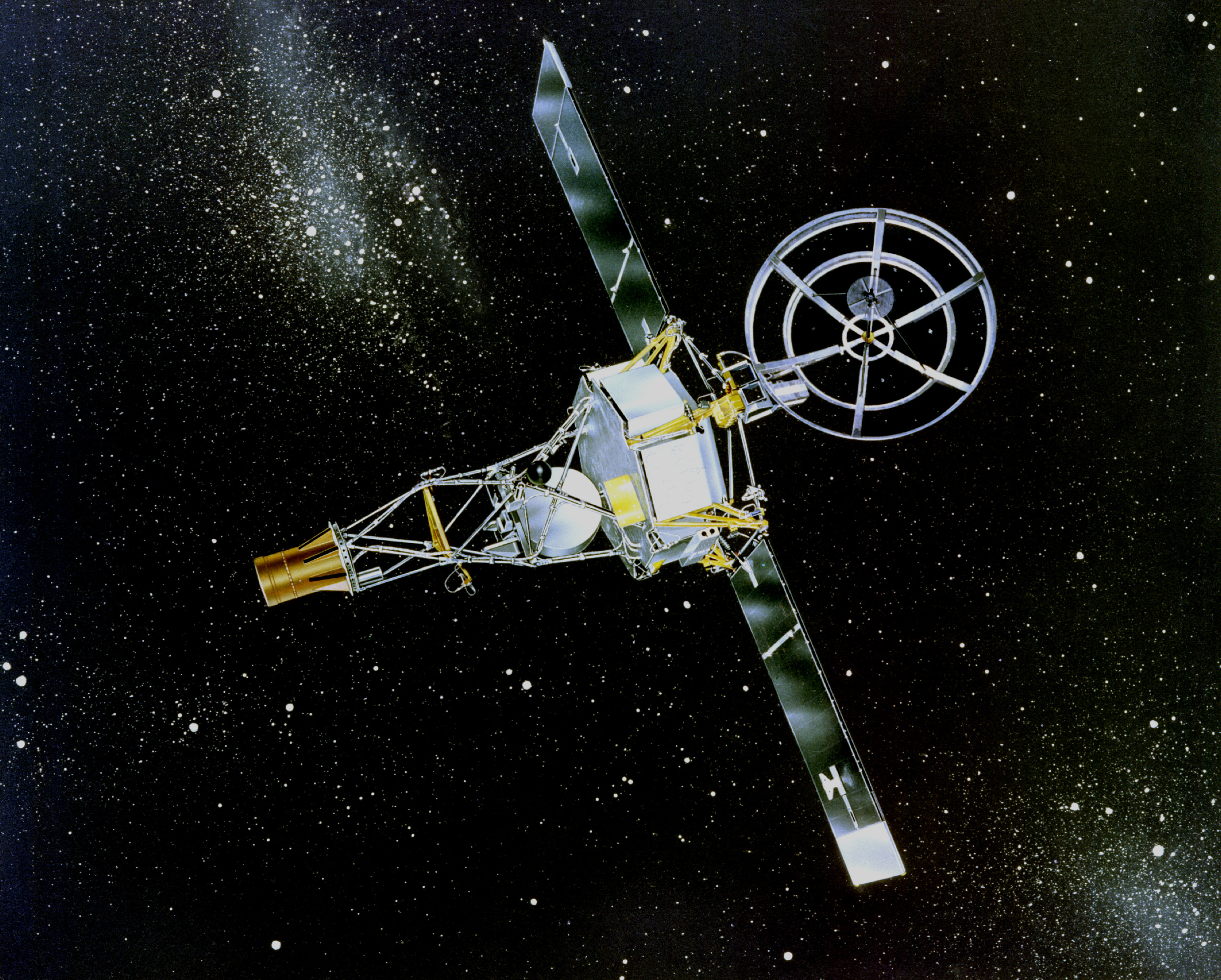
Mariner-Sonden 1 und 2

Mariner 1 und 2 basierten auf den Ranger-Mondsonden und wurden relativ schnell – in weniger als einem Jahr – entwickelt, um vor der UdSSR erfolgreich eine Sonde zur Venus zu schicken. Die Instrumentierung war durch die geringe Leistung der Trägerrakete Atlas Agena B sehr bescheiden und umfasste Detektoren für kosmische Strahlen, Staub und geladene Teilchen, Magnetometer und für die Venuserforschung ein Infrarot- und Mikrowellenradiometer. Die größte Herausforderung war es, eine Raumsonde zu bauen, die 2500 Stunden im interplanetaren Raum arbeiten konnte. Die Ranger-Sonden, auf denen Mariner 1 und 2 basierten, sollten nur wenige Tage aktiv sein. Mariner 2 wog 202,8 kg, davon entfielen 18,6 kg auf die Experimente. Gebaut wurden die Sonden vom JPL für die NASA, der US-Bundesbehörde für Luft- und Raumfahrt.
Mariner 1 ging beim Start am 22. Juli 1962 durch ein fehlerhaftes Steuerprogramm verloren, als die Trägerrakete vom Kurs abkam und 293 Sekunden nach dem Start gesprengt werden musste. Ein Entwickler hatte einen Überstrich in der handgeschriebenen Spezifikation eines Programms zur Steuerung des Antriebs übersehen und dadurch statt geglätteter Messwerte Rohdaten verwendet, was zu einer fehlerhaften und potenziell gefährlichen Fehlsteuerung des Antriebs führte.
Mariner 2 startete am 27. August 1962 und entdeckte bereits auf dem Weg zur Venus den von Ludwig Biermann in den 1950er Jahren postulierten Sonnenwind. Sehr bald gab es Probleme mit der Sonde: Nach einer Kurskorrektur am 4. September 1962 stieg der Druck im Stickstofftank an, und es entwich Treibstoff. Eine weitere Kurskorrektur war nicht mehr möglich. Ende Oktober ließ die Leistung eines der beiden Solarpanels nach, welches am 15. November 1962 ganz ausfiel. Da die Sonde sich der Sonne näherte, reichte jedoch der Strom des zweiten Panels, um die Sonde zu betreiben. Weitere Defekte folgten, konnten jedoch von der Erde aus behoben werden. Als die Sonde am 14. Dezember 1962 die Venus in einer Distanz von 34.773 km passierte und alle Messinstrumente Daten lieferten, witzelte man bei der NASA, die Abkürzung JPL stünde für „Just Plenty of Luck“ (dt. „Einfach eine Menge Glück“). Am 3. Januar 1963 fiel Mariner 2 endgültig aus.
Die Sonde bestimmte die Temperatur der Venus zu 425 Grad Celsius, konnte keinen Wasserdampf in der Atmosphäre nachweisen und bestimmte die obere Höhe der Wolkenschicht bei etwa 55 bis 80 km.

### Mariner 3 und 4

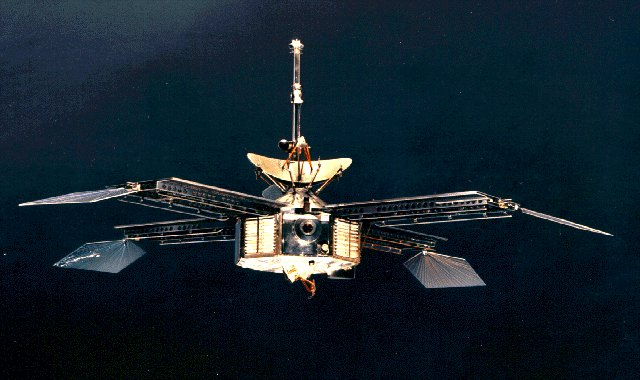
Mariner-Sonden 3 und 4

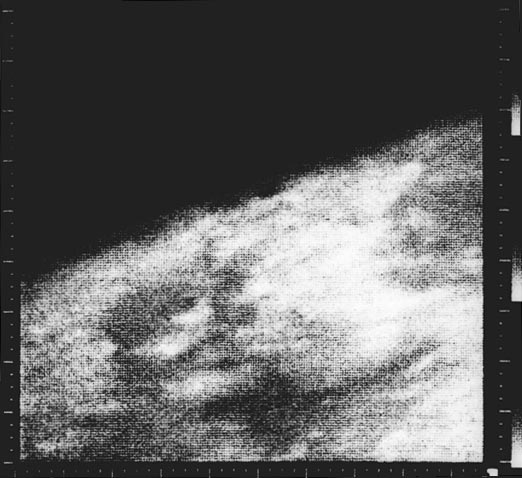
Die erste Nahaufnahme des Mars, aufgenommen von Mariner 4

Mariner 3 und 4 hatten als Ziel den Vorbeiflug am Mars. Die etwas leistungsfähigere Atlas Agena D erlaubte es, eine 260,8 kg schwere Sonde auf den Weg zu bringen. Davon entfielen 15,8 kg auf die Experimente. Die Spannweite der Sonden betrug 6,88 m und die Höhe 2,89 m. Mariner 3 und 4 setzten erstmals eine TV-Kamera ein, jedoch war ihre Bildqualität sehr bescheiden. Ein Bild umfasste nur 200 Zeilen mit jeweils 200 Punkten. Die Bilder wurden beim Vorbeiflug auf einem Bandrekorder gespeichert, der 22 Bilder aufnehmen konnte. Die Übertragung zur Erde dauerte pro Bild über 8 Stunden.
Die Experimente umfassten weiterhin ein Magnetometer und verschiedene Detektoren für Staub, geladene Teilchen und hochenergetische Strahlen. Diese Geräte waren auch während des Flugs zum Mars aktiv. Die Hälfte dieser Experimente fiel bei Mariner 4 jedoch schon auf dem Weg zum Mars aus.
Mariner 3 startete am 5. November 1964. Erstmals setzte man eine neue, leichtgewichtige Nutzlastverkleidung aus glasfaserverstärktem Kunststoff ein. Sie schmolz jedoch durch die Reibungshitze beim Aufstieg und blieb an der Sonde haften. So konnten die Solarpaneele nicht ausgefahren werden und die Sonde gelangte wegen ihres zu hohen Gewichts in eine heliozentrische Umlaufbahn, die nicht bis an die Marsbahn heranreichte.
Für Mariner 4 wurde der Start verschoben und eine neue Nutzlastverkleidung aus Metall gefertigt. Mariner 4 startete am 28. November 1964 und flog als erste irdische Raumsonde überhaupt am 15. Juli 1965 am Mars in einer Entfernung von 9844 Kilometern vorbei. Die Sonde nahm innerhalb von 22 Minuten 22 Bilder auf, die während der nächsten Tage zur Erde gesandt wurden. Sie zeigten einen sehr mondähnlichen Mars, deckten aber nur 1 % der Oberfläche ab. Weiterhin wurde festgestellt, dass der Mars kein oder nur ein sehr schwaches Magnetfeld besitzt. Die Atmosphäre weist einen Bodendruck von maximal 30 mbar auf und besteht zu 80 bis 100 % aus Kohlendioxid und maximal 16 % Stickstoff oder 8 % Argon. Bis zum 20. Dezember 1967 war eine Kommunikation mit der Sonde möglich.

### Mariner 5

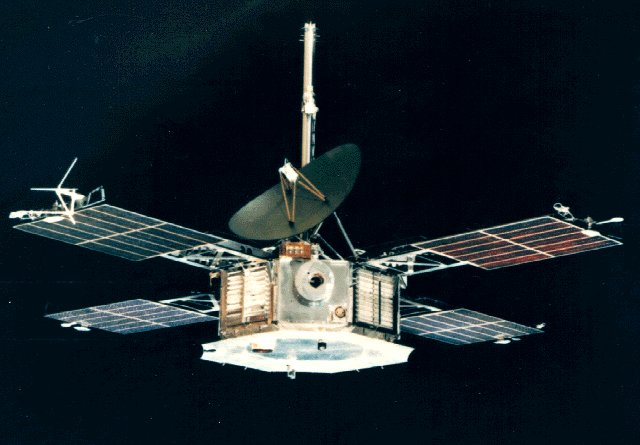
Mariner 5

Mariner 5 war eine der beiden Einzelmissionen im Programm. Man startete ein Reserveexemplar von Mariner 3 und 4 zur Venus. Änderungen in der Sonde ergaben sich aus der geringeren Sonnenentfernung der Venus. So wurde ein Schutzschild am Boden der Sonde befestigt und die Solarpanels verkleinert. Die 245 kg schwere Sonde hatte eine Spannweite von 5,48 m und war 2,89 m hoch. Die Geräte für Experimente wogen 15,8 kg. Sie waren weitgehend identisch mit denen an Bord von Mariner 3 und 4, jedoch ersetzte ein UV-Photometer die Kamera, und ein zusätzlicher Baustein erlaubte es, eine Trägerwelle mit genau definierter Frequenz zu senden.
Hauptmission der am 14. Juni 1967 gestarteten Sonde war es, hinter der Venus zu verschwinden und dabei eine reine Trägerwelle zu senden, deren Frequenz-, Phasen- und Amplitudenänderungen auf der Erde bestimmt wurden. Dadurch konnte man Eigenschaften der Ionosphäre, Atmosphäre und der inneren Zusammensetzung der Venus bestimmen.
Mariner 5 absolvierte am 19. Oktober 1967 einen erfolgreichen Vorbeiflug am Planeten Venus und lieferte zahlreiche wissenschaftliche Daten. Festgestellt wurde, dass die Venus einen mittleren Radius von 6051,8 km aufweist, kaum abgeplattet ist und die Atmosphäre sehr dicht sein muss. Der Bodendruck wurde auf 75 bis 100 bar, die Bodentemperatur auf 500 Grad Celsius geschätzt.

### Mariner 6 und 7

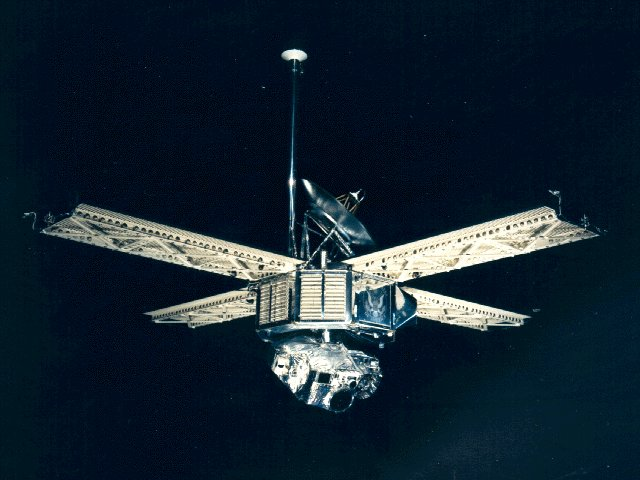
Mariner-Sonden 6 und 7

Mariner 6 und 7 waren zwei weitere Vorbeiflugsonden. Sie sollten den Mars passieren und mehr und besser aufgelöste Aufnahmen als Mariner 4 anfertigen. Die Verfügbarkeit der Atlas-Centaur-Trägerrakete erlaubte es, wesentlich schwerere Sonden zu starten. Mariner 6 und 7 waren jeweils 412,8 kg schwer, davon entfielen 57,6 kg auf die Experimente. Erstmals gab es auch eine Programmsteuerung an Bord. Man verzichtete auf die Experimente zur Untersuchung des interplanetaren Raumes und gab den Sonden zwei Kameras, ein UV-Spektrometer und ein Infrarotradiometer mit auf den Weg.
Mariner 6 startete am 25. Februar 1969. Sie wurde auf eine sehr schnelle Bahn geschickt und passierte den Mars am 31. Juli 1969. Dadurch war die Vorbeiflugdistanz mit 3430 Kilometern erheblich geringer als bei Mariner 4. Dies und weitere Verbesserungen von Sendern und Empfängern erlaubten es, ein Bild innerhalb weniger Minuten zu übertragen. Die Sonde machte zunächst aus größerer Entfernung 50 Aufnahmen des Mars, die den ganzen Planeten zeigten, dann beim Vorbeiflug weitere 25 Aufnahmen mit der Weitwinkelkamera, die direkt übertragen wurden.
Mariner 7 startete am 27. März 1969. Am 2. August 1969 fertigte die Sonde 93 Aufnahmen bei der Annäherung an, die zwei volle Rotationen des Planeten abdeckten. Bei der Passage gab es weitere 33 Bilder. Beide Sonden passierten den Mars auf der Südhalbkugel und kartierten 20 Prozent der Oberfläche. Der Bodendruck und die Temperaturen konnten genauer bestimmt werden. Auf Aufnahmen von Mariner 7 konnte die Größe von Phobos, dem größeren der beiden Marsmonde, zu 22,4 × 17,6 km bestimmt werden. Die Fotos, die bereits eine bzw. zwei Wochen nach Rückkehr der Apollo-11-Astronauten veröffentlicht wurden, trafen so auf eine sensibilisierte Öffentlichkeit.

### Mariner 8 und 9

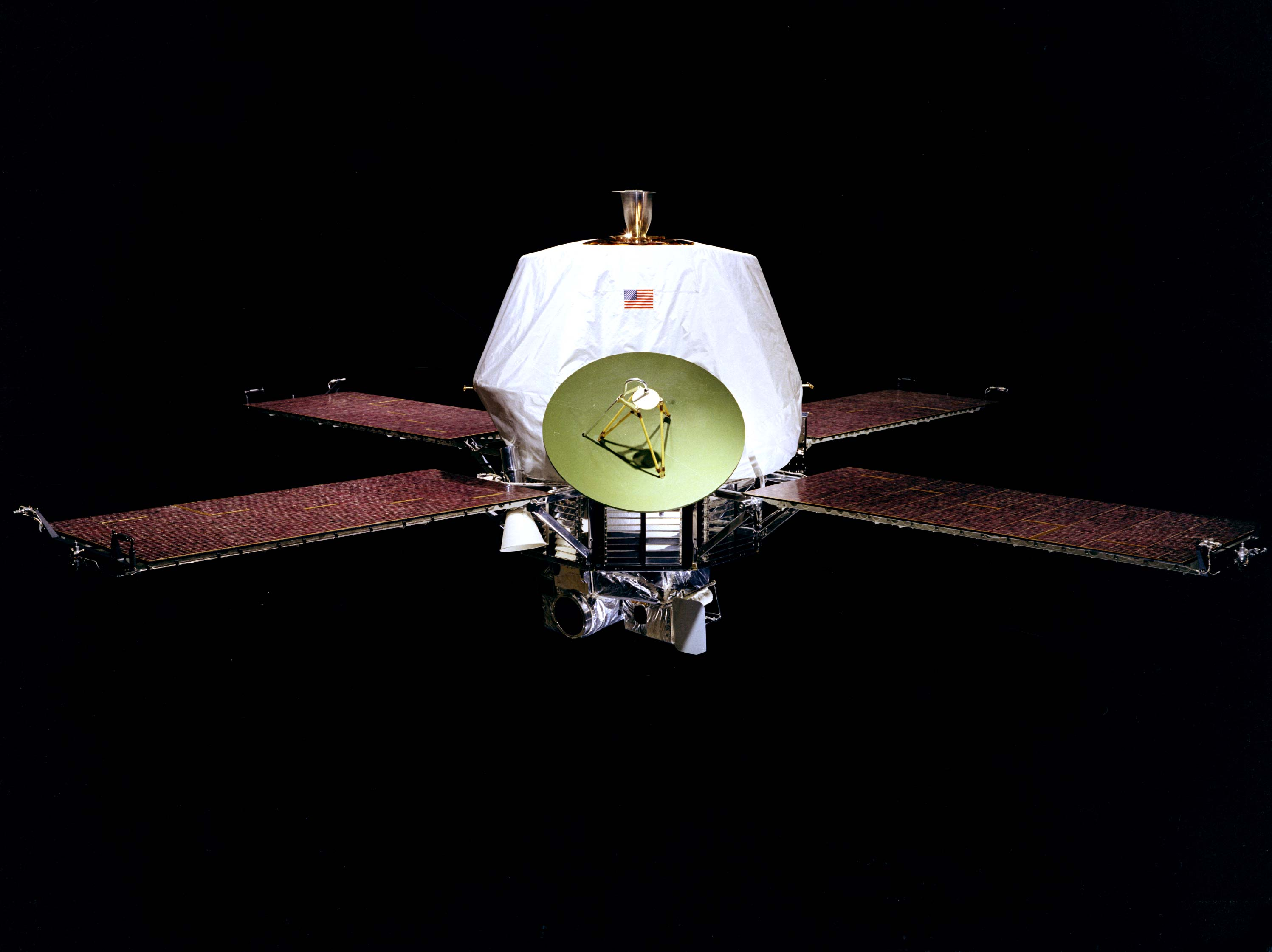
Mariner-Sonden 8 und 9

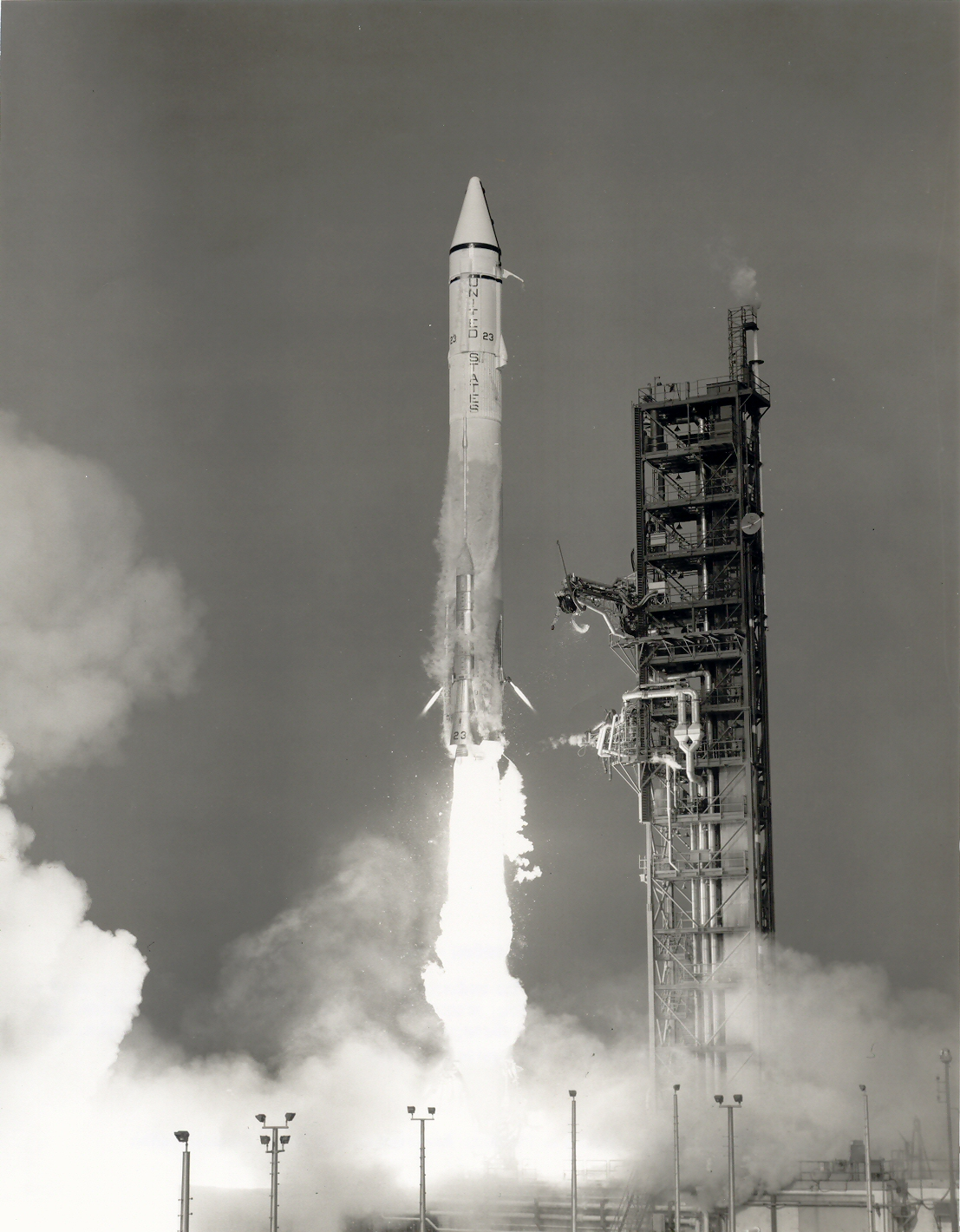
Eine Atlas-Centaur startet die Mariner-9-Sonde

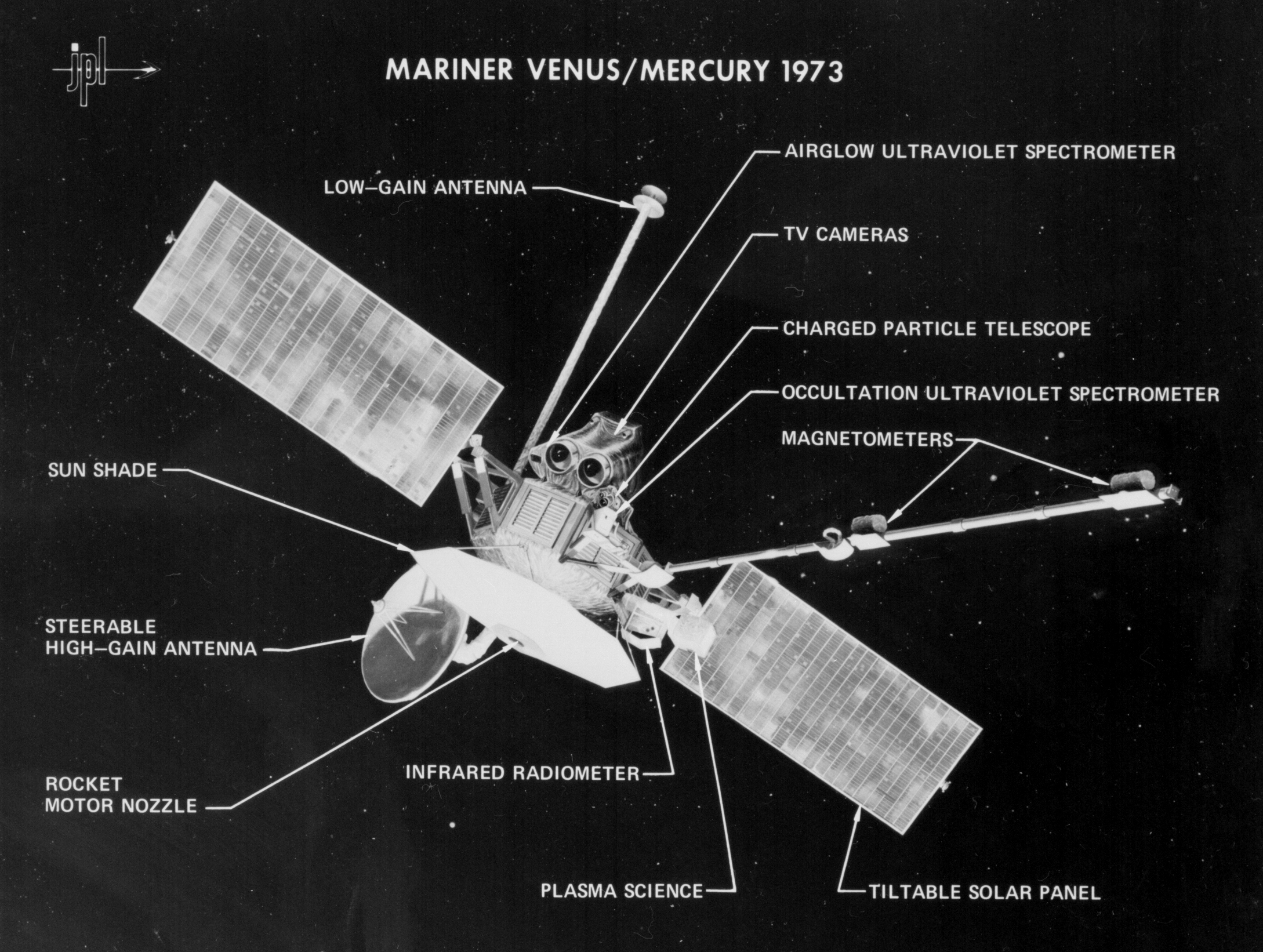
Mariner 10

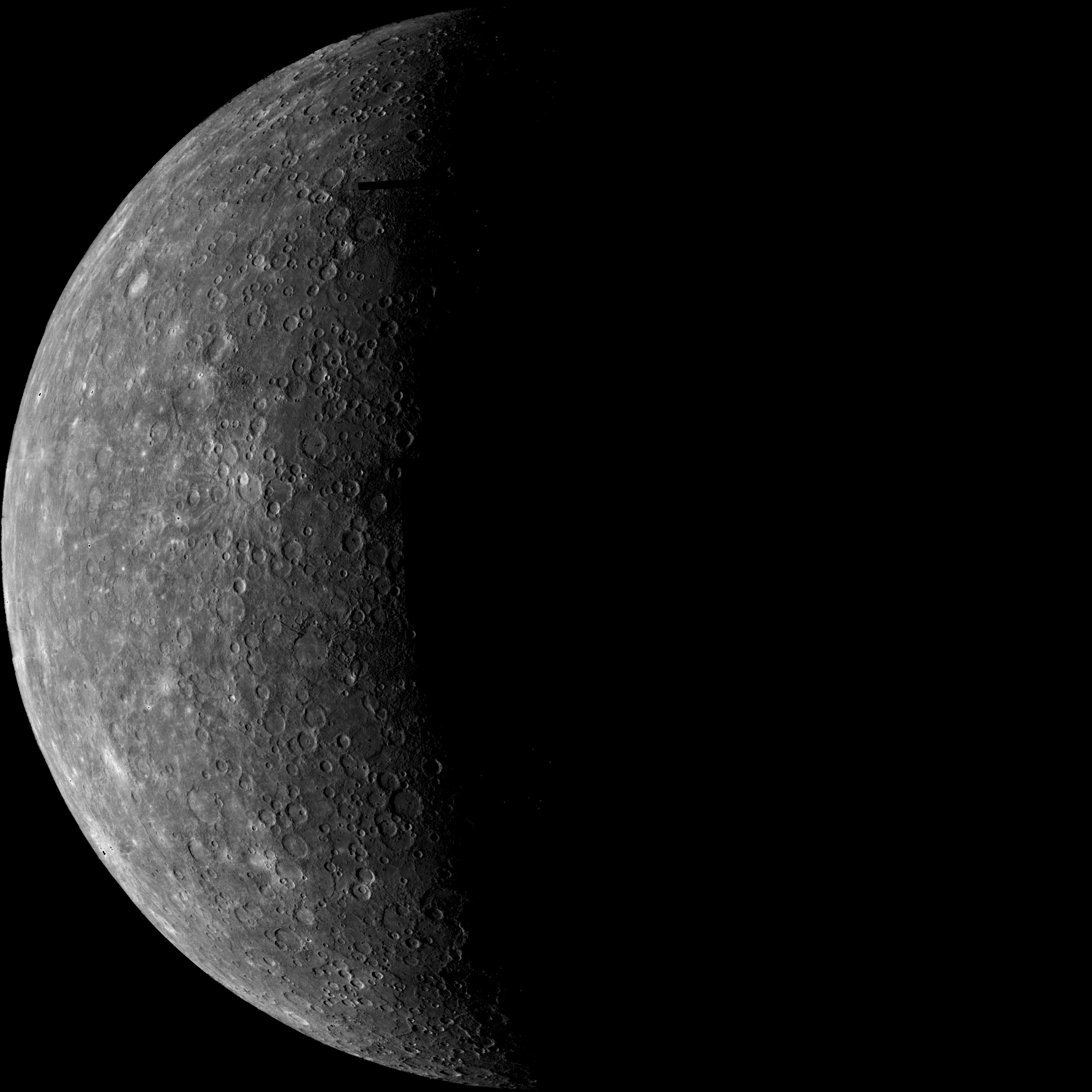
Mosaik des Merkur, erstellt von Mariner 10

Mariner 8 und 9 hatten die Aufgabe, erstmals in einen Orbit um den Mars einzuschwenken. Die Sonden basierten auf Mariner 6 und 7, waren jedoch erheblich schwerer, da nun auch ein Triebwerk und Treibstoffe für das Abbremsen in den Marsorbit hinzukamen. Mariner 8 und 9 wogen jeweils 998 kg, wovon 63,1 kg auf die Instrumente entfielen. Diese Geräte waren verbesserte Versionen derjenigen von Mariner 6 und 7, ergänzt um ein Infrarotspektrometer. Insbesondere die Kamera wurde stark verbessert und machte deutlich schärfere Aufnahmen als Mariner 6 und 7.
Ursprünglich sollte Mariner 8 eine Kartierung des Planeten mit der Weitwinkelkamera durchführen und Mariner 9 besonders interessante Gebiete mit der Telekamera im Detail aufnehmen. Nach dem Fehlstart von Mariner 8 am 8. Mai 1971, verursacht durch eine defekte Diode im Steuercomputer der Centaur-Oberstufe, wurde das Programm von Mariner 9 geändert. Mariner 9 startete am 30. Mai 1971. Am 14. November 1971 zündete die Sonde ihr Triebwerk für 915,6 Sekunden und schwenkte in einen 1397 km x 17.616 km Orbit mit einer Inklination von 64,28 Grad ein. Mariner 9 war damit die erste irdische Sonde überhaupt, die in eine Umlaufbahn um einen anderen Planeten einschwenkte. Zu diesem Zeitpunkt tobte auf dem Mars der größte Staubsturm seit 1953, sodass die ersten Fotos nur die Gipfel einiger hoher Vulkane zeigten. Zu Beginn des Jahres 1972 klarte sich die Atmosphäre auf, und Mariner 9 begann den Mars zu kartieren. Es wurden Oberflächentemperaturen und die Zusammensetzung der Atmosphäre bestimmt.
Die Zeit zwischen der Beobachtung von Detailregionen wurde von fünf auf 17 Tage ausgedehnt. Jeden Tag machte die Sonde über 21 Stunden Aufnahmen (max. 36 Stück) auf den Bandrekorder und übertrug sie während der restlichen drei Stunden zur Erde. Meistens wurden die Aufnahmen nahe dem marsnächsten Punkt gemacht. Schon im Juli 1971 bemerkte man ein Leck im Stickstofftank, der mit 176 bar Druck zur Lageregelung diente. Dadurch war die Missionsdauer begrenzt, denn nun verlor die Sonde laufend Stickstoff, und der Druck sank. Nach 349 Tagen im Orbit war am 27. Oktober 1972 das Druckgas erschöpft und die Sonde wurde abgeschaltet. Sie hatte bis dahin 7329 Bilder zur Erde übermittelt.

### Mariner 10

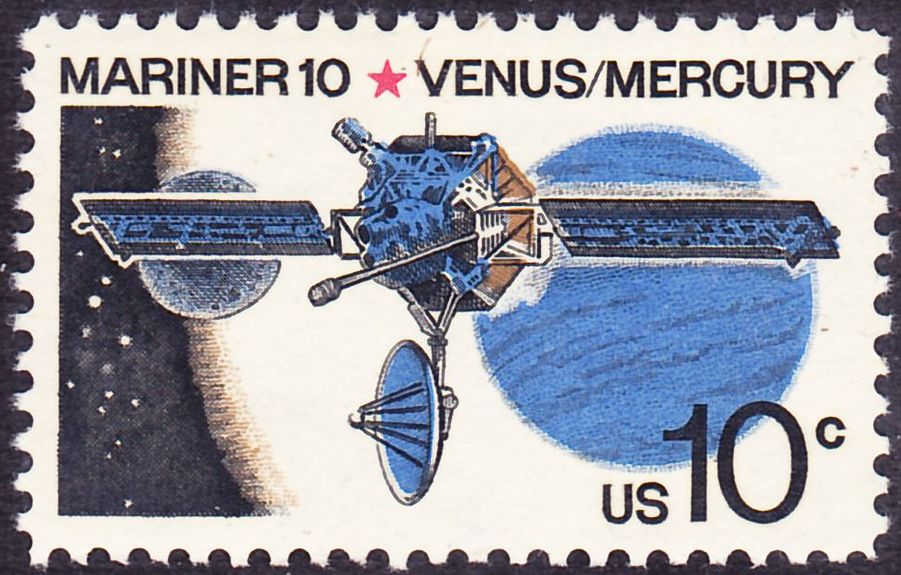
Mariner 10 auf einer USA-Briefmarke, 1975

Mariner 10, die letzte der Mariner-Serie, war wieder eine Vorbeiflugsonde – allerdings mit sehr komplexen Bahnmanövern. Sie sollte erstmals den sonnennächsten Planeten Merkur besuchen. Als zweite Raumsonde überhaupt (nach Pioneer 10 im Dezember 1973) nutzte sie einen Planeten, in diesem Fall die Venus, für ein Swing-by-Manöver, das die Sonde zum Merkur weiterleitete. Um von der Erde in Sonnennähe zum Merkur zu gelangen, muss eine Sonde ihre Bahnenergie, die sie durch die Bahngeschwindigkeit der Erde mitbekommen hat, um etwa 60 Prozent verringern. Durch den abbremsenden Swing-by konnte anstelle der Titan IIIC die preiswertere Atlas-Centaur als Trägerrakete verwendet werden. Des Weiteren waren durch die Benutzung des X-Bandes die Daten erheblich schneller übertragbar. Die Sonde basierte auf dem Bus von Mariner 8 und 9, musste jedoch für die geringe Sonnendistanz modifiziert werden. Die Gesamtstartmasse betrug 503 kg. Gebaut wurde die Sonde von Boeing. Die Instrumente, darunter zwei Kameras, wogen 78,2 kg und beinhalteten sieben Experimente.
Nach dem Start am 3. November 1973 passierte die Sonde am 5. Februar 1974 die Venus, von der sie 4165 Bilder übertrug. Merkur wurde erstmals am 29. März 1974 in einer Entfernung von 705 km passiert, wobei 2450 Bilder übermittelt wurden. Damit war erstmals eine Raumsonde bei diesem Planeten angekommen. Merkur lenkte die Sonde in eine 176-tägige Umlaufbahn um die Sonne um. Da Merkur selbst die Sonne in 88 Tagen umrundet, trafen sich Sonde und Merkur nach 176 Tagen wieder am gleichen Punkt der Merkurumlaufbahn. Merkur dreht sich jedoch auch in 59 Tagen einmal um die eigene Achse, weshalb er nach jeweils drei siderischen Rotationen (Sterntagen) der Sonne wieder dieselbe Seite zuwendet. Die nächste Begegnung am 21. September 1974 fand in einer größeren Distanz von etwa 50.000 km statt, um die Bahn der Sonde nicht durch die von Merkur ausgehende Gravitation zu beeinflussen. Die letzte Begegnung am 16. März 1975 führte dagegen bis auf 375 km an den Merkur heran, um das Magnetfeld besser studieren zu können.
Am 24. März 1975 waren die Vorräte an Treibstoff erschöpft, und die Sonde wurde abgeschaltet. Aktuell umkreist Mariner 10 immer noch die Sonne, wenngleich er von der Erde aus nicht mehr beobachtet werden konnte.
Mariner 10 war bis März 2011 (dem Eintreffen von MESSENGER beim Merkur) die einzige Merkursonde.

### Verlaufsübersicht
|  | 22.07.1962 | Fehlstart von Mariner 1, Sprengung nach 293 Sekunden |
|  | 26.08.1962 | Start von Mariner 2                                  |
|  | 04.09.1962 | Kurskorrektur                                        |
|  | 15.11.1962 | Ausfall eines Solarpanels                            |
|  | 14.12.1962 | Vorbeiflug an der Venus                              |
|  | 03.01.1963 | Letzter Kontakt                                      |

|  | 05.11.1964 | Fehlstart Mariner 3 wegen schmelzender Verkleidung |
|  | 28.11.1964 | Start Mariner 4                                    |
|  | 15.07.1965 | Vorbeiflug am Mars                                 |
|  | 20.12.1967 | Letzter Kontakt                                    |

|  | 14.06.1967 | Start mit 245 kg        |
|  | 19.10.1967 | Vorbeiflug an der Venus |
|  | 14.10.1968 | Letzter Kontakt         |

|  | 25.02.1969 | Start Mariner 6              |
|  | 01.03.1969 | Kurskorrektur Mariner 6      |
|  | 31.07.1969 | Vorbeiflug Mariner 6 am Mars |
|  | Mitte 1971 | Letzter Kontakt              |
|  | 28.03.1969 | Start Mariner 7              |
|  | 08.04.1969 | Kurskorrektur Mariner 7      |
|  | 05.08.1969 | Vorbeiflug am Mars (3430 km) |
|  | Mitte 1971 | Letzter Kontakt Mariner 7    |

|  | 08.05.1971 | Fehlstart Mariner 8                   |
|  | 30.05.1971 | Start Mariner 9 mit 998 kg            |
|  | 14.11.1971 | Einschwenken in Marsorbit             |
|  |            | Mariner 9 sendet 7329 Bilder zur Erde |
|  | 27.10.1972 | Abschaltung                           |

|  | 03.11.1973 | Start mit Atlas-Centaur-Rakete                          |
|  | 05.02.1974 | Swing-by an der Venus                                   |
|  | 29.03.1974 | Swing-by am Merkur (2450 Bilder) in einen solaren Orbit |
|  | 21.09.1974 | Zweite Merkurpassage (50.000 km)                        |
|  | 16.03.1975 | Dritte Merkurpassage (375 km)                           |
|  | 24.03.1975 | Abschaltung                                             |

## Ergebnisse
- Das Mariner-Programm galt als großer technischer Erfolg: Es gab nur drei Fehlstarts (Erfolgsquote 70 %), was für die Pionierzeit der Raumfahrt ein sehr guter Wert war.
- Die USA konnten vor der UdSSR als erste Nation Aufnahmen aller inneren Planeten liefern.
- Der Planet Merkur wurde durch Mariner 10 zu 45 % fotografisch erfasst (etwa 9000 Einzelbilder).
- Der Planet Venus wurde von Mariner 2, 5 und 10 erforscht, wenn auch das Interesse der USA an diesem Planeten danach merklich abflaute. Nur eine Sonde des Mariner-Programms, Mariner 10, machte auch Bilder des Planeten. Die erste weiche Landung auf einem fremden Planeten gelang der Sowjetunion mit Venera 7.
- Der Planet Mars zog mehr Aufmerksamkeit auf sich: Mariner 4 erkundete etwa 1 % der Oberfläche, Mariner 6 und 7 etwa 20 %. Durch den ersten Marsorbiter, Mariner 9, gelang die Erstellung der ersten Marskarte, wenn auch von schlechter Qualität.
- Das Mariner-Programm konnte nachweisen, dass Leben wie auf der Erde auf dem Mars unmöglich ist.